# Lill-Vitträsket
Lill-Vitträsket är en sjö i Kalix kommun i Norrbotten och ingår i Kalixälvens huvudavrinningsområde.